# Remich
Remich (luxemburgués: Réimech) es una comuna y ciudad de unos 3000 habitantes situada al sureste de Luxemburgo. Es la capital del cantón de Remich, que forma parte del distrito de Grevenmacher. Con un área de 5,29 km² y situada sobre la ribera izquierda del río Mosela (que hace de frontera entre Luxemburgo y Alemania), Remich es la comuna más pequeña de todo el país.

## Remich hoy
En 2005, la ciudad de Remich, situada al este de la comuna, contaba con una población de 2883 habitantes.
El valle del Mosela es un área poblada de viñedos y con muchos pequeños pueblos y ciudades dedicados a la producción de vino, de entre los cuales Remich es una de las más pintorescas y frecuentadas por turistas.